# Cuisine lorraine
Pour les articles homonymes, voir Cuisine et Lorraine (homonymie).
La cuisine lorraine est la cuisine traditionnelle pratiquée dans la région Lorraine dans le nord-est de la France.

## Ingrédients

### Truffe de Lorraine
- Truffe de Lorraine

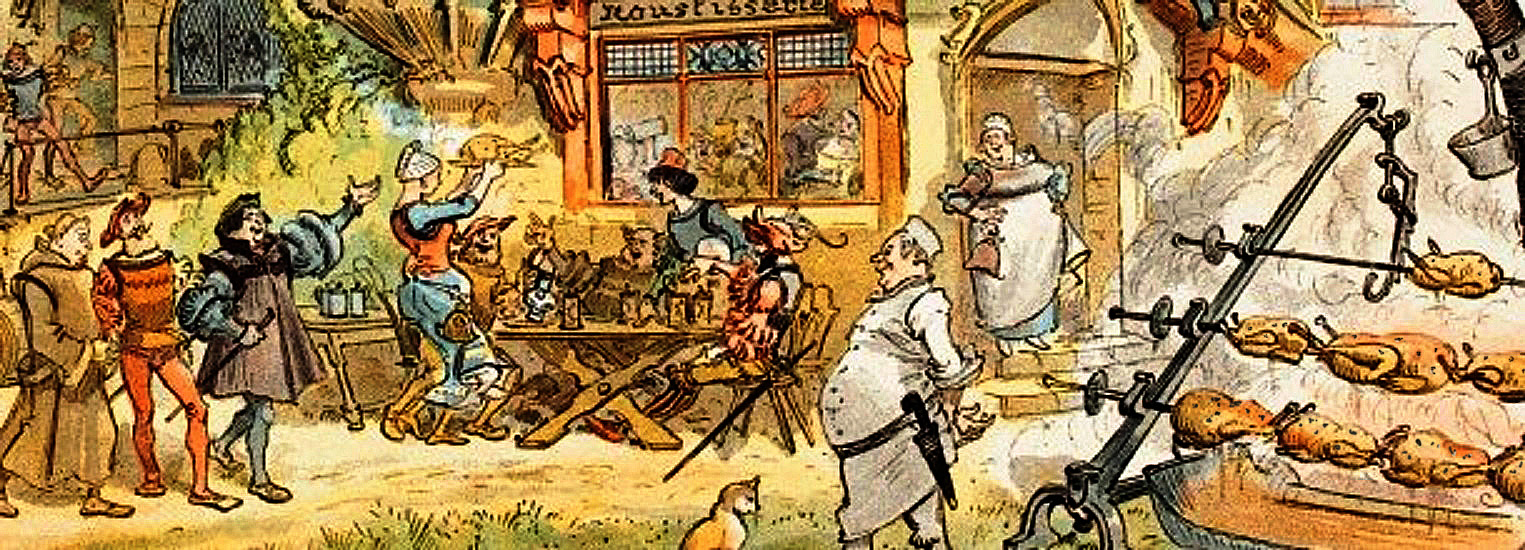
Poulardes farcies aux truffes en Lorraine, gravure du milieu du XIXe siècle.

### Pomme de terre
La pomme de terre a été utilisée, comme aliment pour l’homme, plus précocement en Lorraine et, en particulier, dans les Vosges que dans le reste de la France. On en trouve trace dans les cahiers des comptes de la cour du duché de Lorraine en 1665. Les plats traditionnels à base de pomme de terre sont les pommes de terre au lard, les beignets de pommes de terre râpées, la salade de pommes de terre.
La pomme de terre de Breux, du nom d'un village dans le nord de la Meuse, est réputée excellente par les connaisseurs grâce au sol local qui convient parfaitement à la culture de ce tubercule.

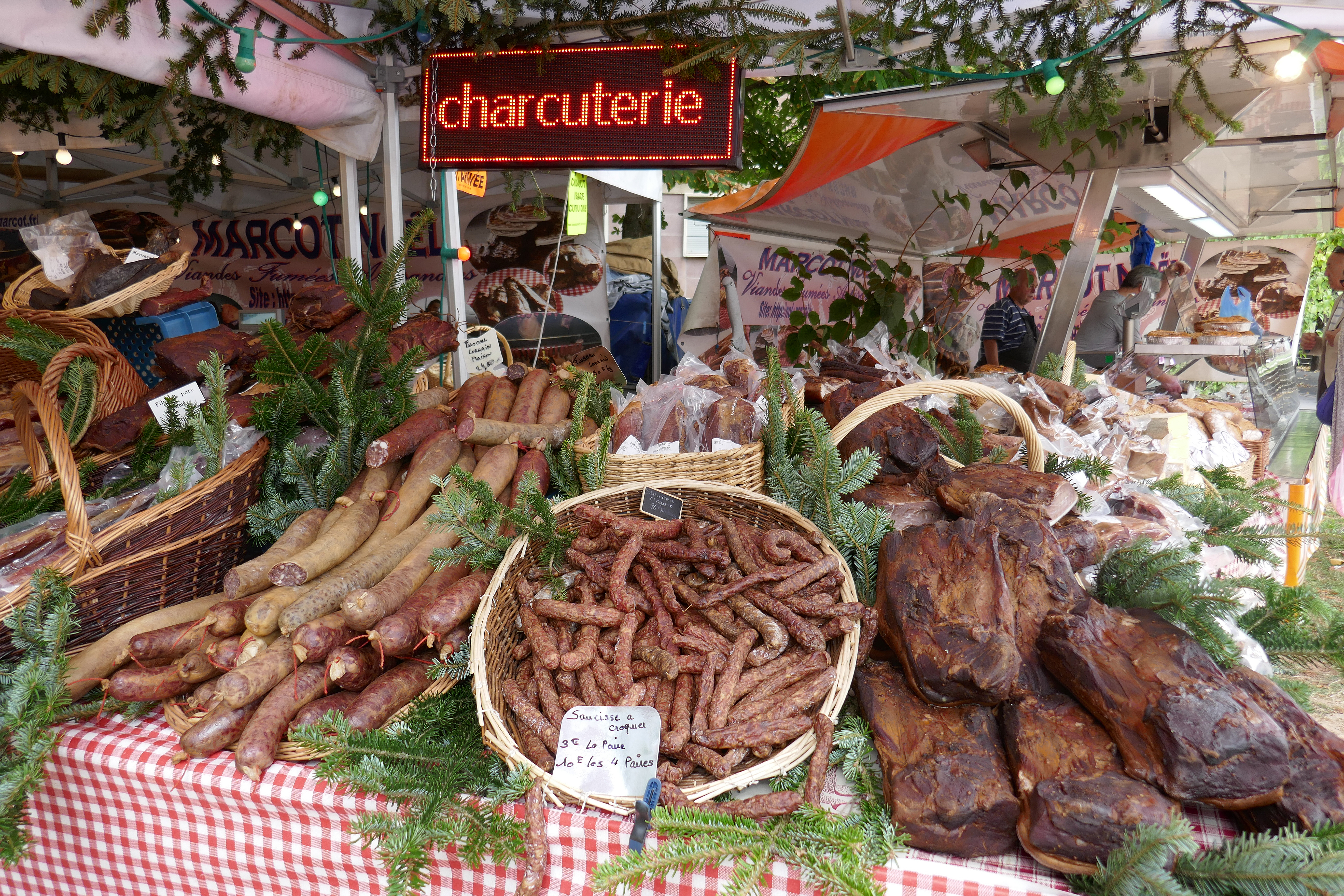
Fumé vosgien.

### Lard fumé
Le lard fumé est un ingrédient traditionnel de la cuisine lorraine. Il est utilisé dans de nombreux plats comme la soupe, la quiche, les diverses recettes à base de pommes de terre.

### Mirabelle et quetsche de Lorraine

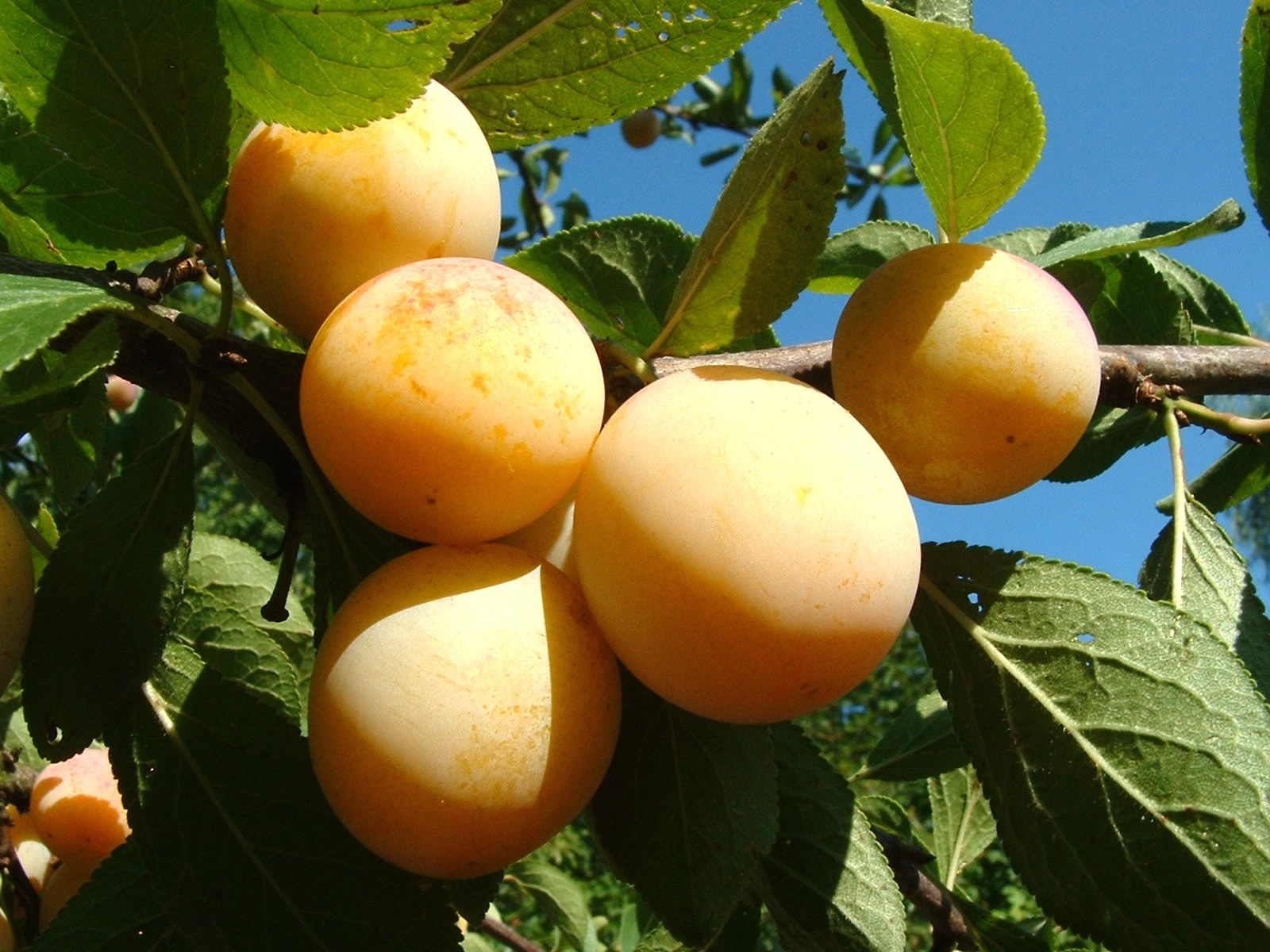
Mirabelles de Lorraine.

De la famille des prunes, la mirabelle est de couleur jaune moucheté de rouge. La mirabelle est le fruit emblématique de la Lorraine. Les puristes qualifient les mirabelles provenant d’autres régions de « prunes » et non pas de « mirabelles ». La mirabelle est utilisée dans la cuisine pour faire des desserts, comme la très traditionnelle tarte aux mirabelles. Les cuisiniers et pâtissiers de Lorraine rivalisent pour inventer de nouvelles recettes avec ce fruit. Elle est également utilisée pour faire une eau de vie : la mirabelle.

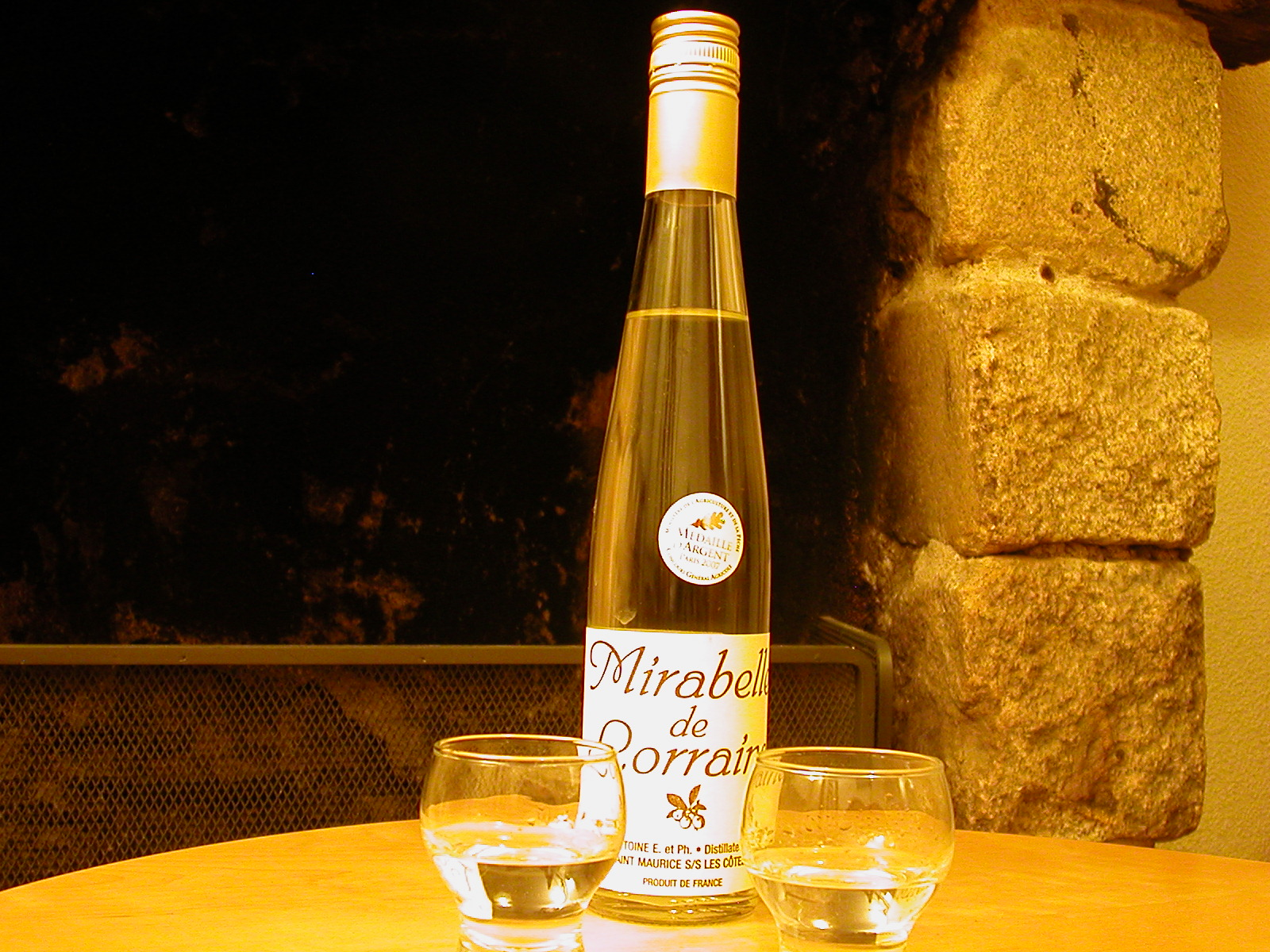
Mirabelle de Lorraine (eau de vie).

Autre variété de prune, la quetsche est également très présente en Lorraine. Ce fruit est de forme oblongue, de couleur bleu violet et sa chair ferme est verte. Elle est très parfumée, légèrement acidulée. On en fait une excellente eau-de-vie : le quetsch.

## Boissons
- Eaux de vie et liqueurs de mirabelle ou de quetsche[4]
- Lorina
- Lorraine Cola
- Viez (prononcé « fits ») : cidre à base de pommes et de poires[5]
- Waldmeister, Waldmääschder : mélange de schnaps ou de vin blanc et de gaillet odorant (aspérule des bois)

### Eau
- Contrex
- Hépar
- Vittel

### Vin
Le vin le plus connu est le vin gris de Toul. Il y a également des vignobles en Moselle, dans la vallée de la Seille, dans le Val de Metz et sur le val de Sierck-les-Bains. Il y a aussi le vignoble des  côtes-de-meuse, dans le département de la Meuse.

### Bière
Terre de tradition brassicole, la Lorraine est la troisième région productrice de bière en France après l'Alsace et le Nord-Pas-de-Calais.

## Charcuteries

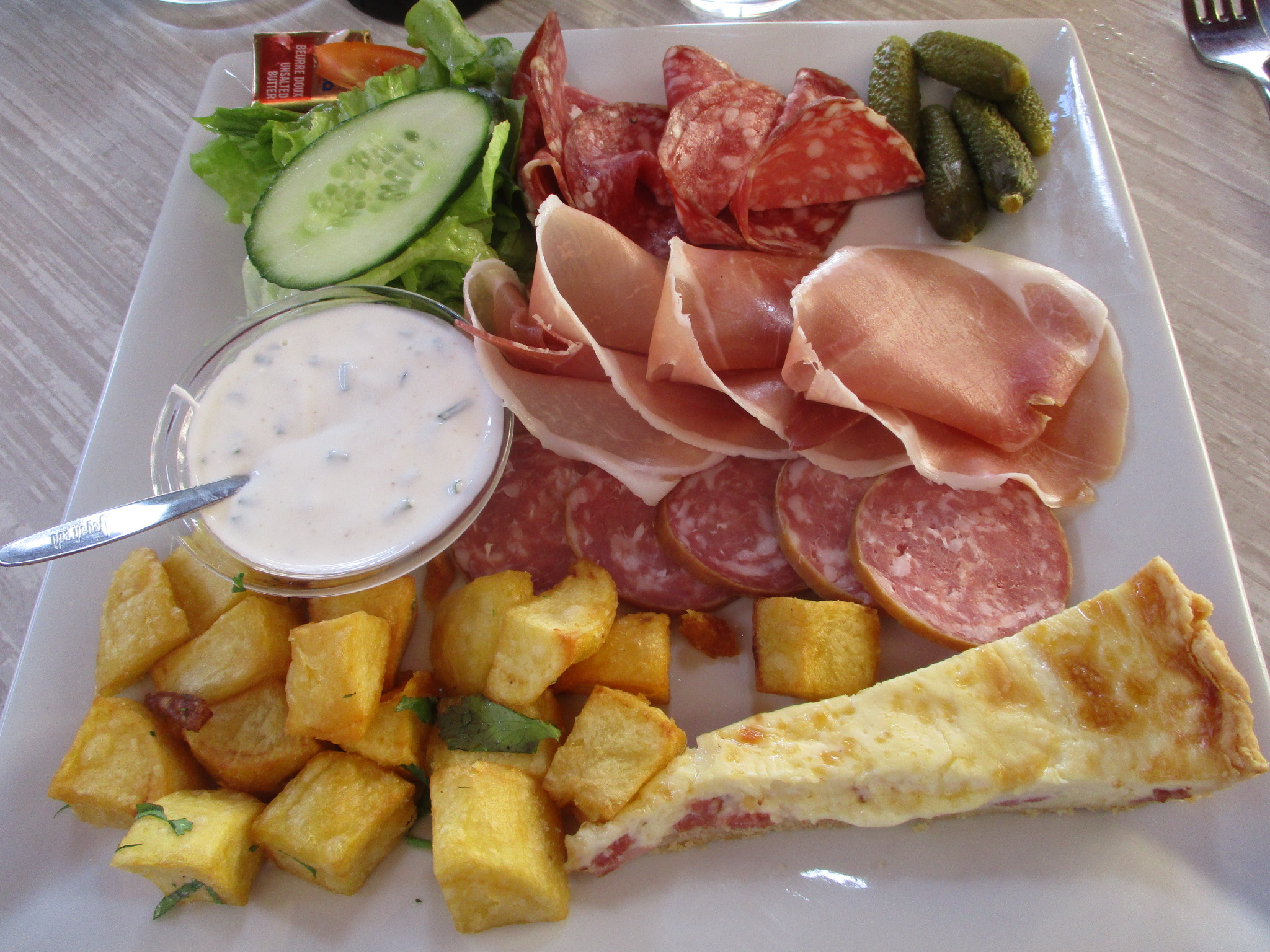
Assiette lorraine, avec charcuterie, pommes de terre et quiche lorraine.

- Lyonnerworscht, Flèèschwùrscht : saucisse de viande
- Bloutworscht : saucisse de sang
- Grùmbèrrewùrscht : saucisse de pomme de terre
- Léwerworscht, Lèwwerwùrscht : saucisse de foie à tartiner
- Schmierworscht, Schméérwùrscht : saucisse à tartiner
- Hartworscht, Hartwùrscht : saucisson sec, salami
- Saucisson lorrain (fumé) : Fuseau lorrain
- Schweinskääs, Schwinnekääs : fromage de tête
- Schlachtschìssel : plat de cochonnailles

## Plats traditionnels
- Andouille du Val-d'Ajol

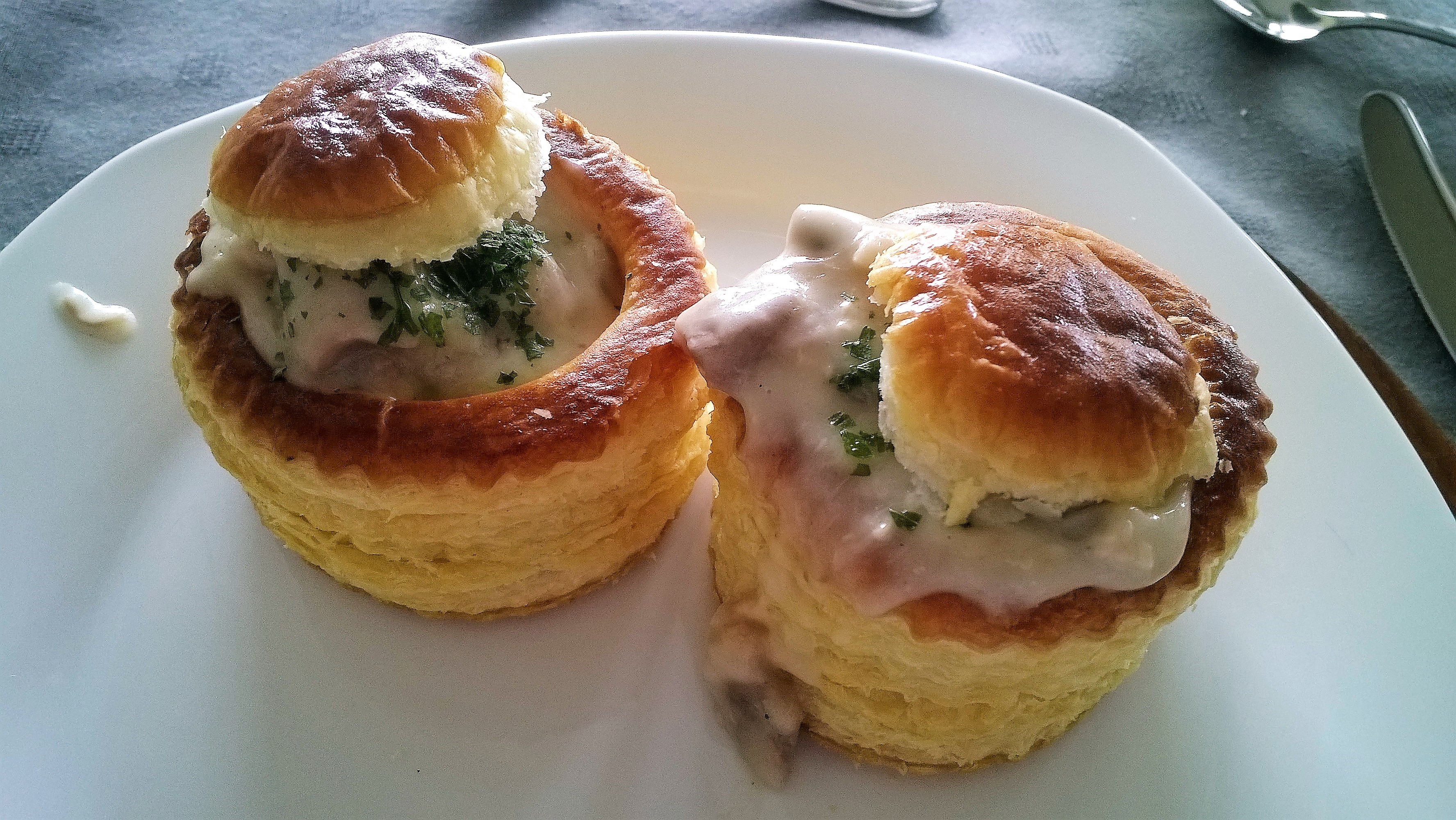
Bouchée à la reine.

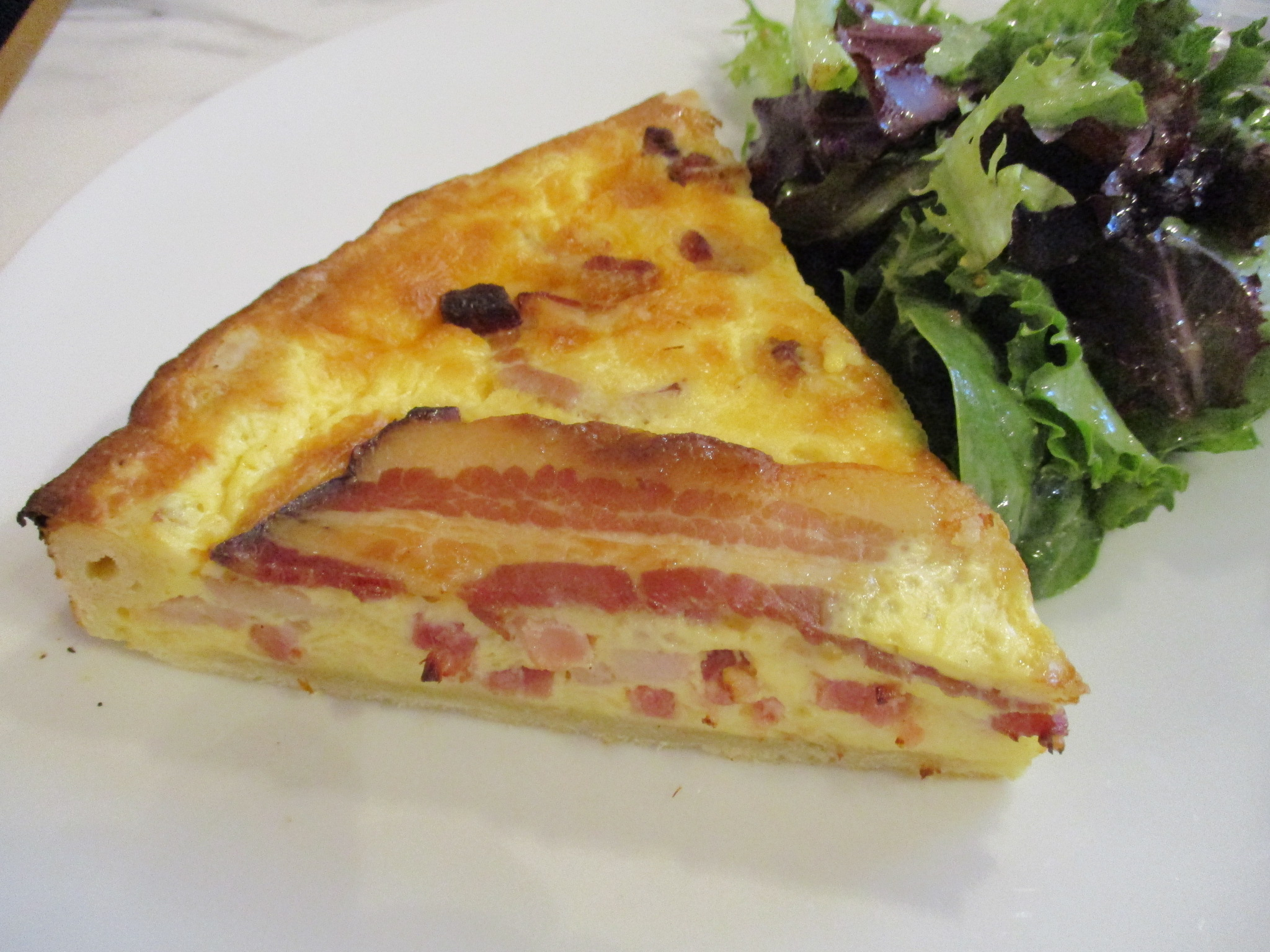
Quiche lorraine.

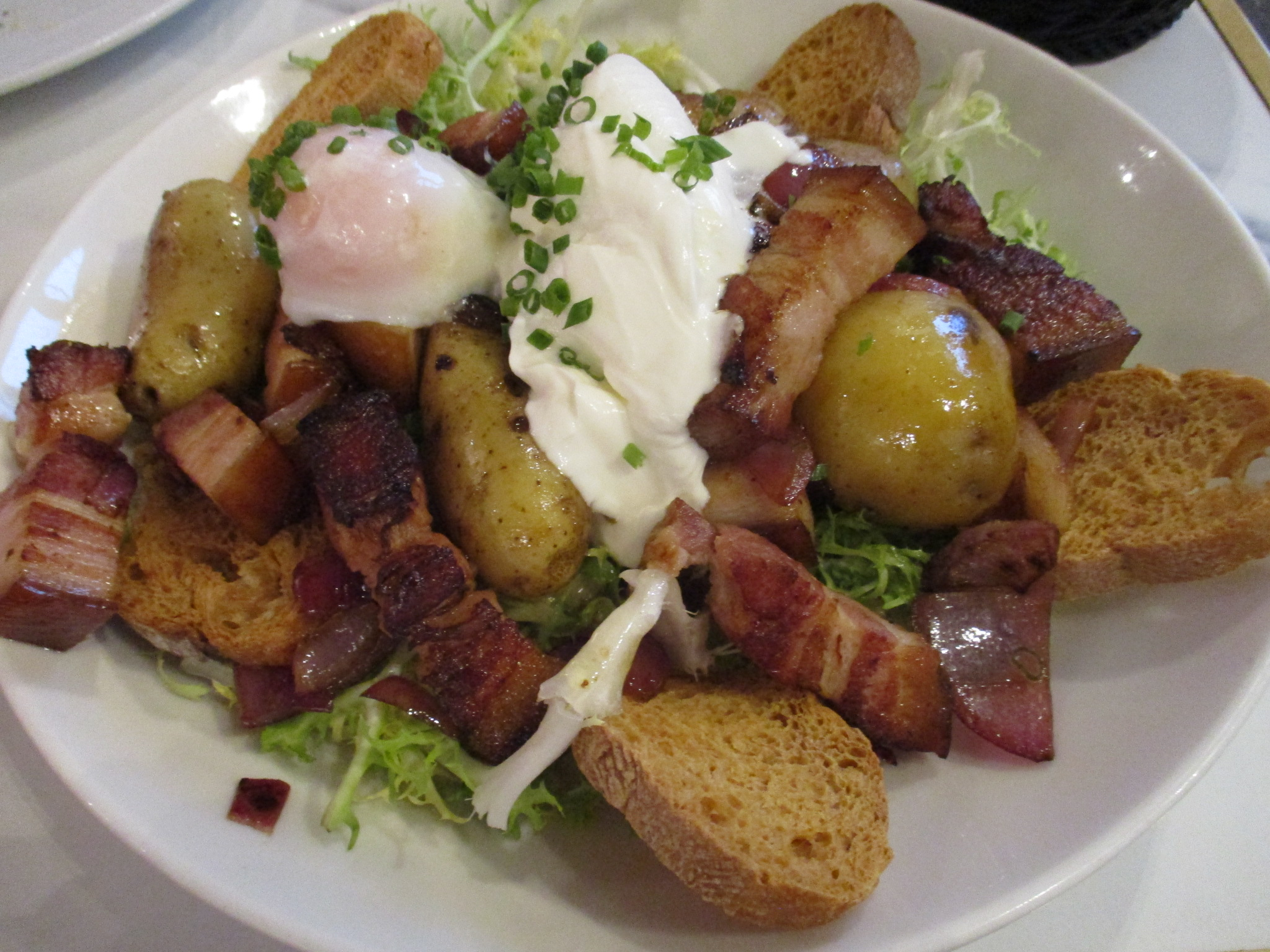
Salade vosgienne.

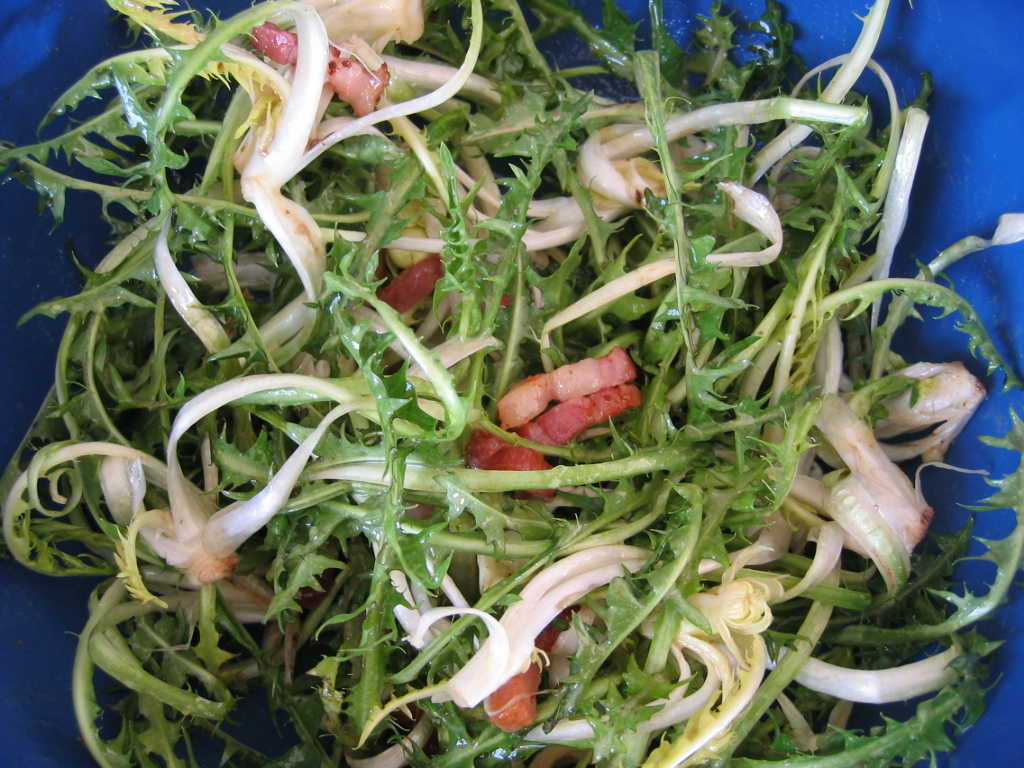
Salade de pissenlit « à la chaude meurotte ».

- Bouneschlupp, appelée aussi Boonesupp en Moselle Est
- Bouchée à la reine
- Dibbellabes : spécialité aux pommes de terre, cuite au four[7]
- Flammkuche[8]
- Kneffes aux pommes de terre des Vosges, appelés aussi Knepp ou Kneddeln
- Kruttwìckle : paupiettes de chou farcies
- Lìnsegemììs : potée aux lentilles)
- Pâté lorrain : pâté à base de viandes de porc et de veau, marinées dans du vin, des échalotes, du persil et cuit dans une pâte feuilletée
- Pommes de terre farcies à la chair à saucisse
- Pommes de terre rôties, ou Brotgrompern, Bròòdgrùmbern ou encore Bròòdgrùmbèrre
- Potée lorraine ou Eintopf[9], ou potaye
- Quenelles[9],[7] : Lèwwerknépple, de foie ; Mèhlknépple, à la farine ; Kääsknépple, au fromage blanc ; Bùùweschbätzle, de pommes de terre râpées et de farine ; Schbutznuudle, de pommes de terre écrasées et de farine ; Schnééballe, grosses quenelles de pomme de terre ; Hèrzdrìggerde et Schdubberde, petites quenelles ; Geheiradde Kneedele, quenelles mariées
- Quiche lorraine : plat qui a conquis le monde et dont il existe de nombreuses variantes. La recette traditionnelle ne contient que de l’œuf, de la crème et l’inévitable lard fumé.
- Rapés des Vosges, ou Gromperpankech (région de Thionville), Gromperkicheln (région de Boulay)[5], Grùmbèrrekììschle et Grùmbèrreponnkùùche (Lorraine rhénane)[9]
- Salade de pissenlit, ou salade vosgienne, ou salade « à la chaude meurotte »
- Salade vosgienne
- Tête de veau de Rambervillers, plat préféré du président Jacques Chirac
- Tofailles, ou tofôlles des Hautes-Vosges
- Touffaye gaumaise, en Lorraine belge
- Tourte lorraine : la tourte constitue une variante du pâté lorrain. Sa recette est identique, on ajoute juste une migaine.
- Rollmopsen : filets de hareng roulés[5]
- Schbätzle[9], Bubenspaetzle[10] : spætzle
- Wìnderkéhl ou Kruwwelkéhl : potée ou purée de chou d'hiver frisé
- Ziwelkùche, tarte à l'oignon.

## Fromages
- Bargkass
- Brouère
- Carré de l'Est

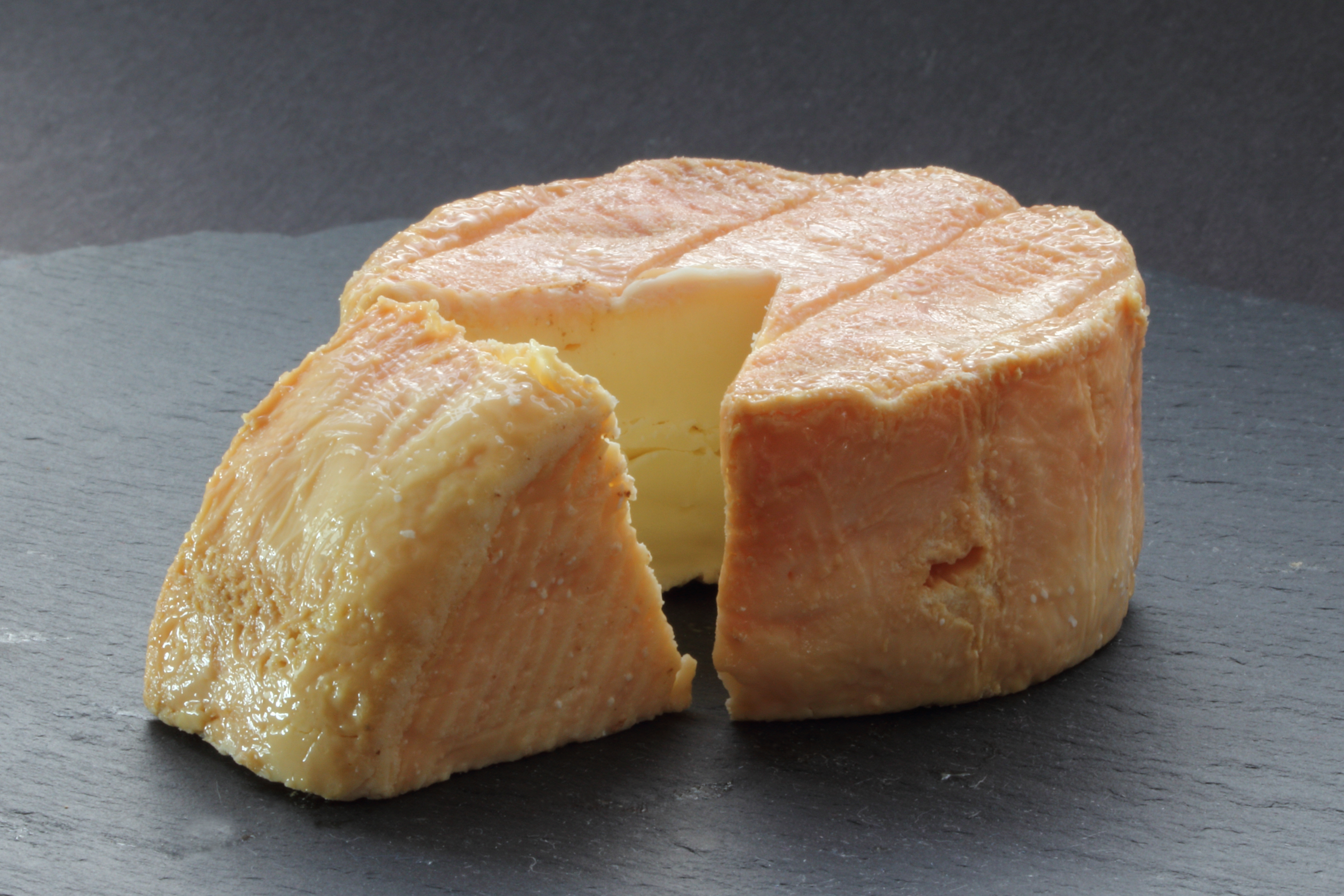
Munster des Vosges.

- Chique ou Mégin : fromage blanc, traditionnellement mangé salé avec du pain ou des pommes de terre rôties. Il peut être apprêté avec des herbes et des épices.
- Emmental Grand Cru
- Gros Lorrain
- Munster géromé

## Desserts et pâtisseries

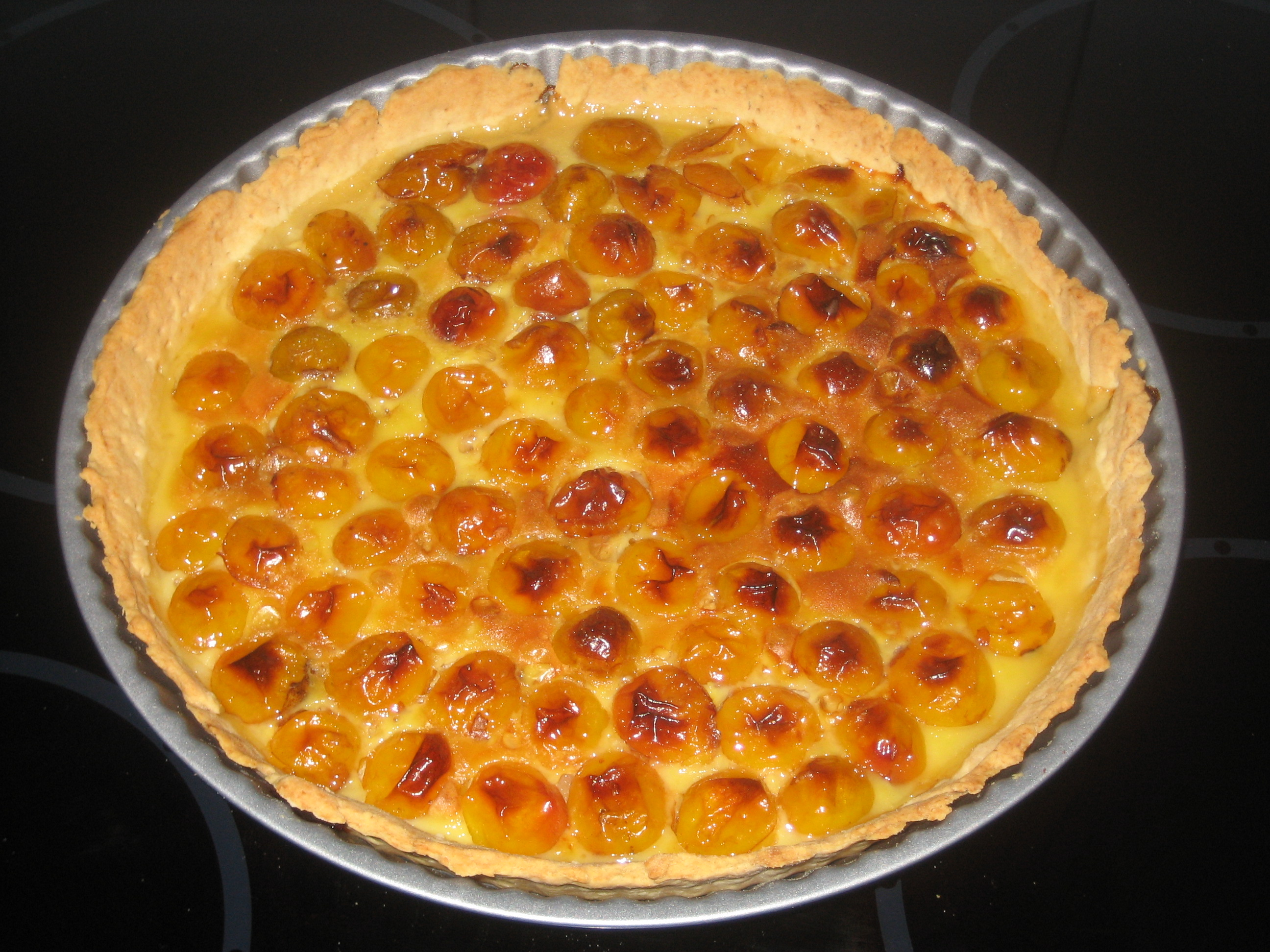
Tarte aux mirabelles.

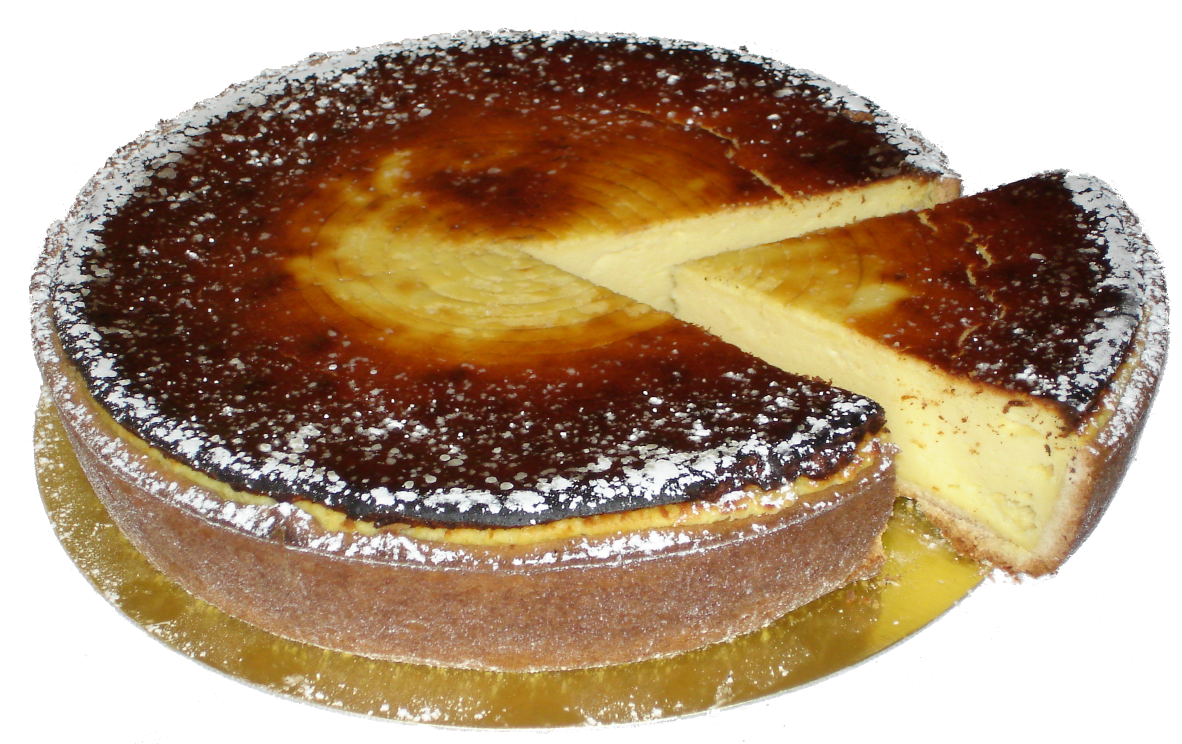
Tarte au me'gin.

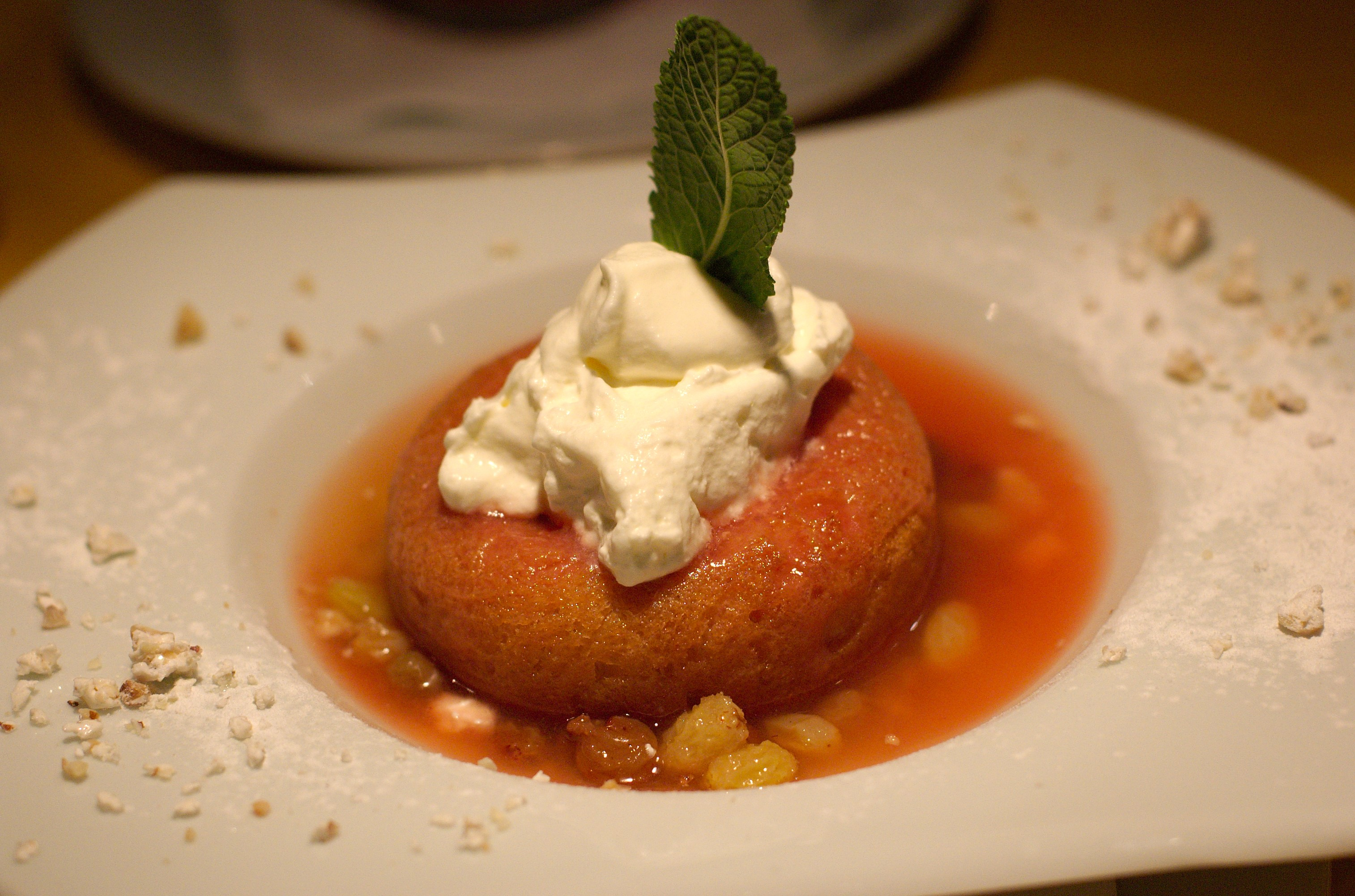
Baba au rhum.

- Baba au rhum : invention de Stanislas Leszczynski, roi de Pologne et duc de Lorraine.
- Beignet de carnaval
- Bieneschdìsch : nid d'abeilles
- Biscuit cochon de Stenay
- Brioche tressée de Metz
- Boulet de Metz
- Crème aux mirabelles, du village de Bruley
- Escargot ou Schneck : pain aux raisins ; Schnèggekùùche : chinois
- Fùrmekùùche : kouglof
- Gâteau au chocolat de Metz
- Gâteau au chocolat de Nancy
- Gâteau aux mirabelles
- Plombières : glace originaire de la ville d’eau de Plombières-les-Bains, dans les Vosges. Elle est confectionnée avec des fruits confits. La légende raconte qu’elle fut créée le jour où Napoléon III rencontra Cavour, dans la célèbre (à l'époque) ville d’eau, lors d’une cure qu’effectuait l’impératrice Eugénie.
- Grimmelfloos, Krimmelkuche : Streusel
- Griottes de Metz
- Krònskùùche : brioche tressée en couronne
- Madeleine de Commercy ou de Liverdun : créée par une certaine Madeleine, cuisinière à la cour de Lorraine, remplaçante du cuisinier de Stanislas Leszczyński.
- Macarons de Boulay (Moselle) : fabriqués depuis 1854 dans la petite ville de Boulay-Moselle. Ils sont toujours faits selon la recette originale.
- Macarons de Nancy : fabriqués depuis le XVIIe siècle dans les monastères lorrains. Les macarons de Nancy doivent leur réputation aux deux sœurs macarons (Marguerite-Suzanne Gaillot et Élisabeth Morlot). Ces deux sœurs bénédictines, chassées de leur couvent lors de la Révolution en 1793, confectionnèrent et mirent en vente les fameux macarons qui firent la renommée de Nancy.
- Marmorkouchen, Marmòrkùùche : gâteau marbré
- Nonnettes de Remiremont
- Tarte aux brimbelles (myrtilles)
- Tarte au me'gin : tarte au fromage
- Tarte aux mirabelles
- Tarte aux quetsches ou Quetschenfloos, Quétschekùùche
- Tarte à la rhubarbe ou Rubakfloos, Rubbabbkùùche
- Saint-Nicolas en pain d'épice
- Schnapskouchen : gâteau au schnaps
- Schtrèiselkùùche : gâteau brioché au sucre et à la cannelle
- Spritz : pâtisserie de Noël[7]
- Stollen
- Visitandine

## Confiseries
- Bergamotes de Nancy
- Bonbons des Vosges au miel et au pin
- Charbons lorrains de Saint-Avold : spécialité à base de chocolat
- Chardons lorrains
- Confiture de groseilles épépinées à la plume d'oie, spécialité de Bar-le-Duc
- Confiture de quetsche de Farébersviller
- Dragées de Verdun
- Miel de sapin des Vosges
- Wagotine : spécialité du Val de Fensch depuis 1961

## Vocabulaire
Quelques mots de vocabulaire lorrain autour de la cuisine :
- Brimbelles : myrtilles. Ce nom est principalement utilisé dans les Vosges[11].
- Meurotte : vinaigrette réalisée dans une poêle ayant servi à frire des lardons, déglacée avec du vinaigre de vin, sans huile, jetée chaude sur une salade de pissenlit ou sur une salade vosgienne.
- Migaine : mélange d'œufs et de crème battus. Cette préparation est utilisée dans la quiche, version salée, ou dans les tartes, version sucrée.